# Proteção de cultivares
Proteção de Cultivares ou Plant Variety Protection é um direito sui generis de propriedade intelectual sobre as novas cultivares (variedades cultivadas de plantas).
Cultivar é a variedade de qualquer gênero ou espécie vegetal superior, bem como a linhagem componente de híbridos. Para ser passível de proteção, a cultivar deve ser nova, homogênea e estável, possuir denominação própria, distintividade e ser útil.

## Proteção cultivar no Brasil
No Brasil, as variedades vegetais são objeto de direitos de Propriedade Intelectual, conforme a Lei de Proteção de Cultivares (LPC), Lei no. 9.456 de 25.04.1997. Regulamentada pelo Decreto no. 2.366 de 05.11.1997, a LPC garante aos melhoristas direitos de Propriedade Intelectual para tais variedades vegetais, denominadas cultivares.
Melhorista é a pessoa física que obteve a cultivar e estabeleceu os descritores que a diferencie das demais.
A proteção da cultivar abrange o material de reprodução ou multiplicação vegetativa da planta inteira e assegura a seu titular o direito de reprodução comercial no território nacional, ficando vedados a terceiros, durante o prazo de proteção, a produção com fins comerciais, o oferecimento à venda ou a comercialização do material de propagação da cultivar, sem a sua autorização.
Contado a partir da concessão do Certificado Provisório de Proteção de Cultivar, o termo de proteção de uma cultivar é de 18 anos para as videiras, árvores frutíferas, árvores florestais e árvores ornamentais, inclusive, em cada caso, o seu porta-enxerto, e de 15 anos para as demais variedades vegetais.
A competência para concessão de proteção de uma cultivar é do Serviço Nacional de Proteção de Cultivares (SNPC), órgão do Ministério da Agricultura, Pecuário e Abastecimento.
As definições e os procedimentos da LPC foram herdados da União Internacional para a Proteção das Obtenções Vegetais (UPOV - Union Internationale pour la Protection des Obtentions Végétales). O Brasil aderiu à UPOV em abril de 1999, em sua versão modificada de 1978.
Criada em 1961 e atualmente sediada em Genebra/Suíça, a UPOV é uma organização internacional que funciona junto à OMPI (Organisation Mondiale de la Propriété Intellectuelle) e, por meio de uma convenção internacional, disciplina a atuação da proteção de cultivares em cerca de 68 países membros.
Como consequência da adesão à UPOV, estabeleceu-se a reciprocidade automática do Brasil com os demais países membros. A partir desse fato, todos os países que fazem parte da UPOV obrigam-se a proteger cultivares brasileiras. Em contrapartida, o Brasil também obriga-se a proteger cultivares procedentes desses países, facilitando o intercâmbio de novos materiais gerados pela pesquisa brasileira e estrangeira.
Desde a promulgação da LPC, em 25.04.1997, foram publicados 1.135 certificados, dentre provisórios e de proteção de cultivares, conforme acesso ao sítio eletrônico do MAPA em 12.11.2008. Entre dezembro de 2005 e novembro de 2008, houve um crescimento de 62% na quantidade de cultivares protegidas no Brasil. Desse total, destacam-se 381 certificados de soja, 81 de trigo, 80 de roseira, 77 de cana-de-açúcar, 60 de batata, 59 de arroz, 59 de algodão e 42 de milho. O SNPC, até o final de 2008, concedia proteção a 90 variedades vegetais (17 agrícolas, 1 florestal, 14 forrageiras, 18 frutíferas, 12 olerícolas e 28 ornamentais).